# 4221-es mellékút (Magyarország)
A 4221-es számú mellékút egy bő 10 kilométer hosszú, négy számjegyű országos közút Hajdú-Bihar vármegye déli részén; Komádit köti össze Újirázzal.

## Nyomvonala
Komádi központjában ágazik ki a 4219-es útból, annak a 15+400 kilométerszelvényénél, nyugat-délnyugati irányban. Kezdeti szakasza a Hősök tere nevet viseli, majd Dózsa György utca néven folytatódik; iránya a belterületen többször változik, de a város nyugati szélét már ismét nyugat-délnyugati irányba haladva éri el 1,7 kilométer után. 7,3 kilométer megtételét követően keresztezi a Kődomb-szigeti-főcsatorna folyását, a 9+850 kilométerszelvényénél pedig átlép Újiráz területére. Ott azonnal belterületen folytatódik, Hunyadi utca néven; utolsó szakaszán a Szabadság tér nevet viseli, és úgy is ér véget, beletorkollva a 4223-as útba, annak a 7+750 kilométerszelvénye táján.
Teljes hossza, az országos közutak térképes nyilvántartását szolgáló kira.gov.hu adatbázisa szerint 10,944 kilométer.

## Települések az út mentén
- Komádi
- Újiráz